# Земсков, Михаил Васильевич
Михаил Васильевич Земско́в (1908—1998) — советский микробиолог и иммунолог, педагог, общественный деятель, популяризатор научных знаний.

## Биография
Родился 4 (17 сентября) 1908 года в Самаре. Окончил Саратовский зооветеринарный институт (1930), лечебный факультет ВГМИ (1937). Ассистент, доцент кафедры микробиологии Воронежского зооветеринарного института (1934—1941). В годы Великой Отечественной войны один из организаторов военного здравоохранения (главный эпидемиолог Калининского, 3-го Украинского фронтов). Заведующий кафедрой микробиологии ВГМИ имени Н. Н. Бурденко (1948—1985), одновременно декан педиатрического факультета (1971—1984). Основатель Воронежской школы клинической иммунологии (один из её воспитанников — Р. В. Петров). Обнаружил лептоспиры типа Помона, вызывающие желтуху у домашних и диких птиц и водную лихорадку у человека.
Доктор ветеринарных наук (1949). Доктор биологических наук (1950). Профессор (1951),
Умер 6 января 1998 года. Похоронен в Воронеже на Коминтерновском кладбище.
Сыновья — В. М. Земсков, иммунолог и А. М. Земсков, зав. кафедрой микробиологии ВГМУ имени Н. Н. Бурденко.

## Научные труды
Автор более 160 научных работ, в том числе многих книг:
- «Поиски таинственной лептоспиры» (Воронеж, 1949)
- «Водная лихорадка человека и лептоспироз крупного рогатого скота» (Воронеж, 1960)
- «Невидимый мир» (Москва, 1964)
- «Фаг — пожиратель бактерий» (Москва, 1967)
- «Основы общей микробиологии, вирусологии и иммунологии» (Москва, 1972, совместно с другими)
- мемуары «Следы в жизни» (Краснодар, 1995).

## Награды и звания
- заслуженный деятель науки РСФСР (1972)
- орден Отечественной войны I степени (10.7.1945)
- два орден Отечественной войны II степени (8.10.1944; был представлен к ордену Отечественной войны I степени; 6.4.1985)
- два ордена Красной Звезды (17.6.1942; 20.4.1943)
- орден «Знак Почёта»
- медали
- медаль правительства НРБ